# Niels Bohr (dokumentarfilm fra 2013)
|  | Denne artikel er oprettet af botten Steenthbot ud fra en ekstern database. Den kan derfor have sproglige fejl eller mangler. Denne skabelon kan fjernes efter kontrol af indholdet. |

 For alternative betydninger, se Niels Bohr (flertydig). (Se også artikler, som begynder med Niels Bohr)
Niels Bohr er en dansk portrætfilm fra 2013 instrueret af Liv Thomsen.

## Handling
I 2013 var det 100 år siden Niels Bohr udviklede sin geniale atommodel. Den står i dag som en af de mest banebrydende opdagelser i verdenshistorien.
Hans atommodel er indirekte forudsætningen for atombomben, men også for de computere, lasere og mobiltelefoner, moderne mennesker er afhængige af i dag. Al informationsteknologi er således vokset ud af Bohrs opdagelse i 1913, og man anslår, at en tredjedel af verdensøkonomien hviler på kvantefysikken. Han var ikke kun en genial videnskabsmand, men også en stor humanist, en renæssancemand, en verdensborger, der omgik nogle af verdenshistoriens førende skikkelser. Niels Bohr var danskeren, der ændrede verden, og dette er historien om mennesket og videnskabsmanden Bohr og hans enorme betydning.